# Queen's Club Championships 2018
Queen's Club Championships 2018 (còn được biết đến với Fever-Tree Championships của nhà tài trợ) là một giải quần vợt được chơi trên mặt sân cỏ ngoài trời. Đây sẽ là lần thứ 115 giải được tổ chức và là một phần của ATP World Tour 500 và ATP World Tour 2018. Giải được tổ chức tại Queen's Club ở Luân Đôn, Vương quốc Liên hiệp Anh và Bắc Ireland từ ngày 18 đến ngày 24 tháng 6. Giải đấu có sự trở lại của nhà vô địch 5 lần Andy Murray khi anh bị chấn thương hông.

## Điểm và tiền thưởng

### Phân phối điểm
| Sự kiện | VĐ  | CK  | BK  | TK | 1/16 | 1/32 | Q  | Q2 | Q1 |
| Đơn     | 500 | 300 | 180 | 90 | 45   | 0    | 20 | 10 | 0  |
| Đôi     | 500 | 300 | 180 | 90 | 0    | —    | —  | —  | —  |

### Tiền thưởng
| Sự kiện | VĐ       | CK       | BK       | TK      | 1/16    | 1/32    | Q  | Q2     | Q1     |
| Đơn     | €427,590 | €209,630 | €105,480 | €53,645 | €27,860 | €14,690 | €0 | €3,250 | €1,660 |
| Đôi*    | €128,740 | €63,030  | €31,620  | €16,230 | €8,390  | —       | —  | —      | —      |

*mỗi đỗi

## Nội dung đơn

### Hạt giống
| Quốc gia | Tay vợt         | Xếp hạng1 | Hạt giống |
| -------- | --------------- | --------- | --------- |
| CRO      | Marin Čilić     | 5         | 1         |
| BUL      | Grigor Dimitrov | 6         | 2         |
| RSA      | Kevin Anderson  | 8         | 3         |
| BEL      | David Goffin    | 9         | 4         |
| Hoa Kỳ   | Sam Querrey     | 13        | 5         |
| Hoa Kỳ   | Jack Sock       | 14        | 6         |
| GBR      | Kyle Edmund     | 18        | 7         |
| CZE      | Tomáš Berdych   | 19        | 8         |

- Bảng xếp hạng vào ngày 11 tháng 6 năm 2018.

### Vận động viên khác
Đặc cách:
- Jay Clarke
- Novak Djokovic
- Dan Evans
- Cameron Norrie

Special Exempt:
- Jérémy Chardy

Vượt qua vòng loại:
- Julien Benneteau
- Yuki Bhambri
- John Millman
- Tim Smyczek

### Rút lui
Trước giải đấu
- Juan Martín del Potro →thay thế bởi  Ryan Harrison
- Filip Krajinović →thay thế bởi  Frances Tiafoe
- Rafael Nadal →thay thế bởi  Daniil Medvedev
- Diego Schwartzman →thay thế bởi  Jared Donaldson
- Jo-Wilfried Tsonga →thay thế bởi  Leonardo Mayer

Trong giải đấu
- Milos Raonic

## Nội dung đôi

### Hạt giống
| Quốc gia | Tay vợt               | Quốc gia | Tay vợt       | Xếp hạng1 | Hạt giống |
| -------- | --------------------- | -------- | ------------- | --------- | --------- |
| AUT      | Oliver Marach         | CRO      | Mate Pavić    | 3         | 1         |
| FIN      | Henri Kontinen        | AUS      | John Peers    | 15        | 2         |
| FRA      | Pierre-Hugues Herbert | FRA      | Nicolas Mahut | 19        | 3         |
| GBR      | Jamie Murray          | BRA      | Bruno Soares  | 25        | 4         |

- Bảng xếp hạng vào ngày 11 tháng 4 năm 2018.

### Vận động viên khác
Đặc cách:
- Novak Djokovic /  Stan Wawrinka
- Lleyton Hewitt /  Nick Kyrgios

Vượt qua vòng loại:
- Daniel Nestor /  Denis Shapovalov

Thua cuộc may mắn:
- Marcus Daniell /  Wesley Koolhof

### Rút lui
Trước giải đấu
- Tomáš Berdych

## Nhà vô địch

### Đơn
- Marin Čilić đánh bại  Novak Djokovic, 5–7, 7–6(7–4), 6–3

### Đôi
- Henri Kontinen  /  John Peers đánh bại  Jamie Murray /  Bruno Soares 6–4, 6–3

### Đơn xe lăn
- Stefan Olsson def.  Stéphane Houdet, 6–1, 6–4[2]

### Đôi xe lăn
- Stéphane Houdet /  Nicolas Peifer def.  Daniel Caverzaschi /  Stefan Olsson, 6–3, 6–2[2]